# Alpout, Qazach
Alpout är en ort i Azerbajdzjan.   Den ligger i distriktet Qazach, i den västra delen av landet, 400 kilometer väster om huvudstaden Baku. Alpout ligger 548 meter över havet och antalet invånare är 990.
Terrängen runt Alpout är kuperad västerut, men österut är den platt. Terrängen runt Alpout sluttar österut. Närmaste större samhälle är Çaylı, 9,3 kilometer nordost om Alpout.
Trakten runt Alpout består till största delen av jordbruksmark. Runt Alpout är det ganska tätbefolkat, med 72 invånare per kvadratkilometer.